# Exercice Iniochos
L'exercice Iniochos est un exercice militaire international annuel impliquant les forces aériennes de différents pays depuis 2015 sur la base aérienne grecque d'Andravída dans le Péloponnèse.

## Iniochos 2021
L'exercice 2021 réunit 96 avions de combat et appareils d'appui (ravitailleurs, hélicoptères, drones, etc.) de huit pays de la région méditerranéenne et de l'OTAN. Cinq pays « amis » ont envoyé des observateurs : l'Autriche, l'Égypte, la Jordanie, la Roumanie et la Slovénie.
L'exercice 2021 prend place dans un contexte de tensions géopolitiques autour des délimitations des frontières maritimes entre un certain nombre de pays participants avec la Turquie, au premier rang desquels la Grèce, Chypre et Israël.